# فرهاد سامجی
فرهاد سامجی (به انگلیسی: Farhad Samji) آهنگساز، و کارگردان فیلم‌های هندی است.
او در فیلم برادر کسی عشق کسی بازی کرده‌است.